# یواس‌اس موبایل (ال‌کی‌ای-۱۱۵)
یواس‌اس موبایل (ال‌کی‌ای-۱۱۵) (به انگلیسی: USS Mobile (LKA-115)) یک کشتی بود که طول آن ۵۷۵ فوت ۶ اینچ (۱۷۵٫۴۱ متر) بود. این کشتی در سال ۱۹۶۸ ساخته شد.